# حانة على الطريق (فلم 1989)
حانة على الطريق (بالإنجليزية: Road House) هو فيلم أكشن وفنون قتالية أمريكي تم إصداره في عام 1989 من إخراج رودي هيرينجتون و بطولة باتريك سويزي.

## ملخص القصة
دالتون هو المبرد في الحانات. يدعم و يوجه الحراس. يأخذ وظيفة في حانة على الطريق التي أصبحت قاسية للغاية. محاولاته لتنظيف الأشياء وضعته في صراع مع براد ويسلي ، البلطجي وغني المدينة.

## الممثلون
|    | الممثل         |
| -- | -------------- |
| 1) | باتريك سوايز   |
| 2) | سام إليوت      |
| 3) | ريد ويست       |
| 4) | بن غازار       |
| 5) | كيلي لينش      |
| 6) | مارشال آر. تيج |

## روابط خارجية
- مقالات تستعمل روابط فنية بلا صلة مع ويكي بيانات